# Micromus brandti
Micromus brandti is een insect uit de familie van de bruine gaasvliegen (Hemerobiidae), die tot de orde netvleugeligen (Neuroptera) behoort. 
Micromus brandti is voor het eerst wetenschappelijk beschreven door New in 1989.